# المجلس الوطني (سويسرا)
المجلس الوطني (بالألمانية: Nationalrat، بالفرنسية: Conseil national، بالإيطالية: Consiglio nazionale، بالرومانشية: Cussegl naziunal) هو مجلس النواب في الجمعية الاتحادية في سويسرا. يبلغ عدد المقاعد 200 مقعدا، وهو بذلك أكبر من المجلسين. ينتخب المواطنون المحققون للسن القانونية أعضاء المجلس جنبا إلى جنب مع مجلس الولايات. كان هناك ما يقارب 4.6 مليون مواطن يحق لهم التصويت في عام 2003. وتبلغ مدة خدمة العضو أربع سنوات.

## الدور
يتحدد دور وصلاحيات المجلس الوطني بموجب ما ينص عليه القانون الاتحادي للبرلمان الاتحادي والمادة الخامسة من الدستور الاتحادي السويسري. يؤلف المجلس الوطني مع مجلس الولايات البرلمان الاتحادي ويمارس أعلى سلطة قانونية في البلاد ولكن بالآن ذاته فإن البرلمان الاتحادي يخضع لما تمليه وتحده حقوق الشعب والسلطات والحقوق القانونية التي تتمتع بها الكانتونات. ويطلق على القسمين المؤلفين للبرلمان الاتحادي السويسري اسم «مجلس». لا يجتمع المجلس الوطني ومجلس الولايات بصورة يومية، ولكنهما يجتمعان بصورة منتظمة لعقد جلسات. ويجري في العادة عقد أربعة جلسات خلال السنة الواحدة، وتدوم الجلسة الواحدة مدة ثلاثة أسابيع، وفيها يُعقد ما بين اثنين إلى خمسة اجتماعات خلال الأسبوع الواحد من الأسابيع المخصصة للجلسات. تبدأ جلسة فصل الربيع في أول يوم اثنين من شهر مارس، أما جلسة الصيف فتنطلق في أول يوم اثنين من شهر يونيو، وتستهل جلسة الخريف أعمالها بعد عطلة اليوم الاتحادي لعيد الشكر والتوبة والصلاة، وتُعقد جلسة الشتاء في آخر يوم اثنين من شهر نوفمبر. وتُناقش التشريعات المقترحة خلال الجلسات. ويمكن عقد جلسة إضافية إذا لم يكفي الوقت لمناقشة المقترحات ضمن الإطار الزمني للجلسة العادية. ويستطيع ربع أعضاء أحد المجلسين أو المجلس الاتحادي عقد جلسة استثنائية في الحالات الخاصة مثل الأزمات السياسية أو الحروب إلخ... وعُقِدت ثمانية جلسات من النوع الاستثنائي حتى الآن، ودعا لعقد معظمها المجموعة البرلمانية الديمقراطية الاجتماعية.
| التاريخ          | السبب/الحدث                                                                                  |
| ---------------- | -------------------------------------------------------------------------------------------- |
| يوليو 1891       | إدخال احتكار العملة الاتحادية                                                                |
| 6-7 فبراير 1985  | الاستجابة لمشكلة سقام الغابات                                                                |
| 9-11 أكتوبر 1986 | سياسة الطاقة بعد كارثة تشيرنوبيل                                                             |
| 22-23 يناير 1998 | المنافذ الضريبية والاندماج/السياسة الاقتصادية (اندماج بنك يو بي إسس مع مؤسسة البنك السويسري) |
| 16 نوفمبر 2001   | تمويل سويسرا للطيران                                                                         |
| 3 أكتوبر 2002    | نسبة الفائدة الصغرى («التقاعد الوظيفي»)                                                      |
| 1 أكتوبر 2007    | قضايا ضريبية                                                                                 |
| 8 ديسمبر 2008    | الأزمة المالية                                                                               |

## الصلاحيات
إن المجلس الوطني ومجلس الولايات متساوي بصورة كاملة بموجب ما ينض عليه الدستور الاتحادي السويسري. ويصبح مشروع القرار بنسخة ما قانوناً عند حصوله على موافقة المجلسين. يقرر رئيسا المجلس معاً المسائل التي سيتولاها أحد المجلسين أولاً.
يخلص المجلس الوطني ومجلس الولايات بعد قرائتهم الأولى لمشروع قانون ما إلى صياغة نصان مختلفان؛ ويُطَبق في هذه الحالة إجراء للتوفيق بين الاختلافات حيث يُرسل مشروع القرار بين المجلسين جيئةً وذهاباً. وفي حال بلغ عدد المرات التي أرجع فيها مشروع القانون ثلاثة مرات متتاليات فإن المجلسين يجتمعان معاً لمناقشة القرار والتوصل لتسوية.
ينتخب المجلس الوطني رئيساً له كل عام ويقع على عاتق رئيس المجلس ترأس جلسات المجلس الوطني والجلسات المشتركة الجارية ما بين المجلس الوطني ومجلس الولايات. ويختلف المنصب عن رئاسة الاتحاد السويسري وهو أدنى منه.

## اللجان
- لجنة الشؤون الخارجية
- لجنة العلوم والتعليم والثقافة
- لجنة الأمن الاجتماعي والصحة
- لجنة البيئة والتخطيط المكاني والطاقة
- لجنة الدفاع
- لجنة النقل والاتصالات
- لجنة الشؤون الاقتصادية والضرائب
- لجنة المؤسسات السياسية
- لجنة الشؤون القانونية
- لجنة المباني العمومية

### لجان إشرافية
- لجنة المالية
- لجان الرقابة
- لجان التحقيق البرلماني

### لجان أخرى
- لجنة العفو
- لجنة إعادة التأهيل
- لجنة الصياغة
- لجنة القضاء

## توزيع الأعضاء حسب الكانتون

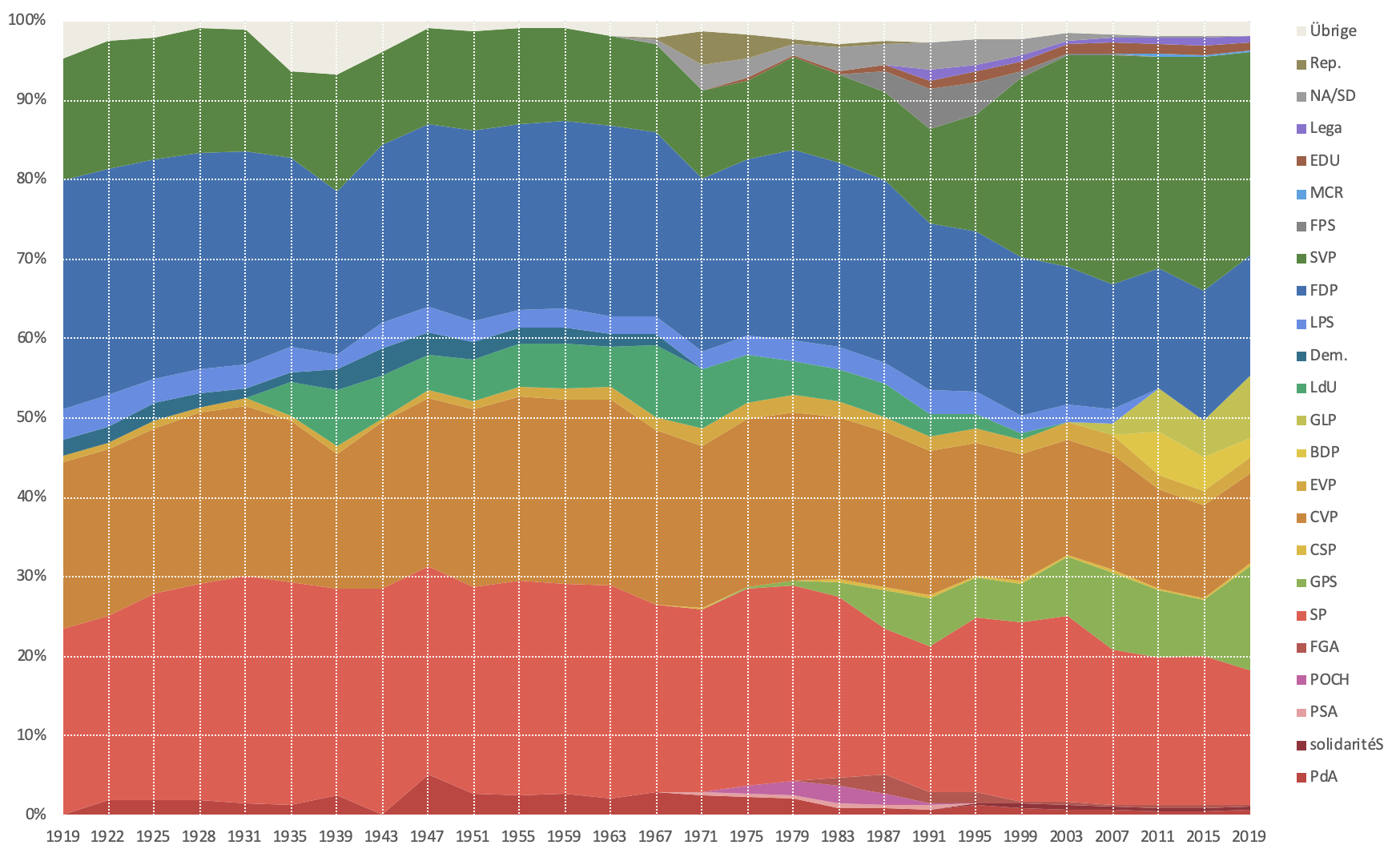
خط بياني يظهر تطور تركيب المجلس الوطني السويسري من عام 1919 حتى 2019

| اختصار | الكانتون          | عدد المقاعد | عدد السكان (2009) | عدد السكان حسب المقعد |
| ------ | ----------------- | ----------- | ----------------- | --------------------- |
| ZH     | زيورخ             | 35          | 1,406,083         | 41,355                |
| BE     | برن               | 25          | 985,046           | 37,886                |
| LU     | لوتسيرن           | 10          | 381,966           | 38,197                |
| UR     | أوري              | 1           | 35,382            | 35,382                |
| SZ     | شفيتس             | 4           | 147,904           | 36,976                |
| OW     | أوبفالدن          | 1           | 35,878            | 35,878                |
| NW     | نيدفالدن          | 1           | 41,311            | 41,311                |
| GL     | غلاروس            | 1           | 39,217            | 39,217                |
| ZG     | تسوغ              | 3           | 113,597           | 37,866                |
| FR     | فريبورغ           | 7           | 284,668           | 40,667                |
| SO     | سولوتورن          | 6           | 259,836           | 37,119                |
| BS     | مدينة بازل        | 5           | 194,090           | 38,818                |
| BL     | ريف بازل          | 7           | 277,973           | 39,710                |
| SH     | شافهوزن           | 2           | 77,139            | 38,570                |
| AR     | أبينزيل أوسيرهودن | 1           | 53,313            | 53,313                |
| AI     | أبينزيل إينرهودن  | 1           | 15,789            | 15,789                |
| SG     | سانت جالن         | 12          | 483,101           | 40,258                |
| GR     | غراوبوندن         | 5           | 193,388           | 38,678                |
| AG     | أرجاو             | 16          | 624,681           | 41,645                |
| TG     | تورغو             | 6           | 254,528           | 42,421                |
| TI     | تيسينو            | 8           | 336,943           | 42,118                |
| VD     | فود               | 18          | 725,944           | 40,330                |
| VS     | فاليز             | 8           | 317,022           | 39,628                |
| NE     | نيوشاتل           | 4           | 173,183           | 34,637                |
| GE     | جنيف              | 11          | 472,530           | 42,957                |
| JU     | جورا              | 2           | 70,542            | 35,271                |

## وصلات خارجية
- المجلس الوطني (بالإنجليزية)
- البرلمان السويسري (بالإنجليزية)